# Diandrostachya
Diandrostachya és un gènere de plantes de la família de les poàcies, ordre de les poals, subclasse de les commelínides, classe de les liliòpsides, divisió dels magnoliofitins.

## Taxonomia
- Diandrostachya chevalieri (Stapf) Jacq.-Fél.
- Diandrostachya chrysothrix (Nees) Jacq.-Fél.
- Diandrostachya fulva (C.E. Hubb.) Jacq.-Fél.
- Diandrostachya glabrinodis (C.E. Hubb.) J.B. Phipps
- Diandrostachya kerstingii (Pilg.) Jacq.-Fél.
- Diandrostachya scaettae (A. Camus) J.B. Phipps